# Légion d'Antibes
Pour les articles homonymes, voir Légion étrangère (homonymie), Légion et Antibes.
La Légion d'Antibes ou Légion franco-romaine ou Légion Romaine est une unité de militaires français au service du Saint-Siège, au XIXe siècle.

## Une  création politique
Napoléon III ne souhaitait pas pour des raisons de politique interne (parti catholique) et internationale la disparition des États pontificaux, réduits au seul Latium après la bataille de Castelfidardo le 18 septembre 1860 et que protégeait un corps français dont le retrait était prévu en 1867. Aussi diverses circulaires du Maréchal Randon, ministre la Guerre, autorisèrent au début de 1866 les militaires en fin de contrat à s'enrôler dans une sorte de légion au service du pape en conservant certains avantages statutaires. 
Le recrutement, issu en majorité de Belgique, d'Alsace et de la région parisienne est donc différent de celui des zouaves pontificaux et, pour les officiers, était d'esprit plutôt catholique modéré et militaire, ils conservaient leur droit à avancement durant leur engagement temporaire. Le légitimisme traditionnel n'était pas un moteur notable d'engagement dans la Légion. Le corps, dix compagnies dont une de dépôt, ne dépassa pas le millier de fantassins pour un effectif théorique de 1 250 hommes et le recrutement parait avoir été difficile.
Le lieu de rassemblement était fixé à Antibes d'où le nom donné à ce nouveau corps.

## La constitution
Le premier colonel est Charles d'Argy qui fut choisi par Napoléon III et le Maréchal Randon. En 1866, la légion, réunie à Antibes et forte de 1 200 hommes, embarqua pour l’Italie le 13 septembre 1866. Le 24 septembre la légion défila devant Pie IX. Composée uniquement de volontaires, elle portait un uniforme du type en usage dans l’infanterie de ligne française, avec la coiffure et les insignes des chasseurs et des boutons portant la tiare pontificale et les clés de saint Pierre. Elle était armée du très récent fusil Chassepot. L'unité fut casernée à Viterbe et à Rome.

## Opérations italiennes
La Légion romaine lutta d'abord contre les brigands et les bandits qui, en fait, étaient souvent des patriotes italiens. Avec les zouaves pontificaux elle écrasa les troupes de Garibaldi à la bataille de Mentana le 3 novembre 1867.
L'effondrement de la France face à la Prusse en 1870 permit à la monarchie piémontaise d'occuper Rome et la Légion fut rembarquée pour la France.

## Guerre franco-prussienne
Elle est débarquée à Toulon le 26 septembre 1870 et forme le 47e régiment de marche, aussitôt envoyé  contre les Prussiens pour participer au déblocage de Belfort par le général Bourbaki mais la tentative échoue. Le régiment s’illustra en particulier à la Bataille de Villersexel. Plus tard, en avril 1871, durant les troubles de la Commune, le ministre de la Guerre enverra le 47e RM à Marseille combattre les insurgés de cette ville, auxquels s’étaient jointes des chemises rouges de Garibaldi.
L'unité est ensuite dissoute.

## Membres
- Ferdinand Walsin Esterhazy